# Gump & spol.
Gump & spol., nebo také Gump & Co. (anglicky: Gump & Co.) je román od spisovatele Winstona Grooma, jenž vyšel roku 1995, česky v roce 1996 do češtiny přeložil Šimon Pellar.
Román je volným pokračováním Forresta Gumpa, v pokračování se objevuje mnoho postav z prvního dílu, Forrest svým zvláštním způsobem trochu zmoudřel, a přestože na konci prvního dílu byl milionář, tak v pokračování, hned na začátku o vše přichází a žije opět svým „potulným“ životem. Příběh je opět vyprávěn v ich-formě s humorem, nadsázkou a obrovským nadhledem.

## Děj
Forrestovi je přes třicet a žije v New Orleans, pracuje jako uklízeč ve Striptýzovém klubu u Wandy. Forrestovi nic jiného nezbývá, protože jeho podnik s krevetami zkrachoval, Forrestovy nemalé finanční prostředky byly rozkradeny. Jenny i se svým manželem zemřeli, oba onemocněli nevyléčitelnou chorobou. O Forrestova malého syna (také Forresta) se stará Jennina matka, Forrest ho miluje, a rád by pro něj vydělal nějaké peníze, začne tedy místo zametání v baru podomně prodávat encyklopedie nevalné úrovně, malý Forrest v nich najde několik chyb. Když jednou prodává encyklopedii paní Alici Hopewelové, tak způsobem jemu vlastním vylepší Superkolu, kterou vyvíjí její manžel, Alfréd Hopewel, tedy zaměstná Forresta ve výzkumné laboratoři v Atlantě, aby chuťově vylepšil Superkolu tak, jak ji vylepšil, když si ji dochutil sám pro sebe. Když se to Forrestovi konečně podaří, tak se ale představování Superkoly široké veřejnosti zvrtne, lidem nová kola nechutná, a tak vyvolá pouliční bouře. Forrest se spasí, když si stopne pana McGivvera, jež mu nabídne práci u něj na prasečí farmě v Coalvile. Na farmě ho navštíví malý Forrest a oblíbí si sele, které spolu s Forrestem pojmenují Wanda. Malý Forrest také vymýšlí malou bioelektrárnu, která by vyráběla elektriku z prasečího trusu, jeho nápad tedy zrealizují, elektrárna chvíli funguje a má obrovský úspěch, ale skončí obrovským fiaskem, vybouchne a zamoří fekáliemi celé městečko.

Wanda skončí v Zoo a Forrest se později setká s plukovníkem Danem, se kterým bojoval ve Vietnamu, seznámí se s plukovníkem Northem a stane se asistentem pro tajné operace a zase tak pracuje pro americkou armádu. Forrest se tak dostává do Íránu, kde jedná s teroristou Ajatem Oláhem o výměně rukojmích za zbraně. Forrest je ale následně zatčen za nekalé vyjednávání s teroristy, do kterého ho namočily jeho nadřízení. Forrest si nějakou dobu posedí ve vězení, ale pak ho zachrání reverend Jim Baker, protože se mu Forrest hodí do jeho nového naučně zábavného parku Bibleland, park zábavnou formou zpracovává motivy z Bible. Forrest hraje Goliáše v atrakci David a Goliáš, Davida ale hraje jeho spoluvězeň Hinckley a hází po něm skutečné kameny, což Forrest dlouho nevydrží a naštve se, přičemž zničí skoro celý Bibleland.

Forrest by se měl vrátit zpět do vězení, ale vyhlédne si ho Ivan Bozosky, kterému se na Forrestovi líbí, že vzal všechna obvinění za vyjednávání s teroristou na sebe a nezradil své nadřízené, a tak se stal prezidentem divize firmy obchodující s akciemi na Wall Street. Forrest byl ale pouhým „bílým koněm“ který měl podepisovat všechno, aniž by cokoliv četl, a kdyby něco prasklo, tak se obětovat a jít opět do vězení. To si ale Forrest nějak neuvědomil, a tak si užívá přepychu, limuzíny s řidičem a různých večírků, na které chodí se svou sekretářkou slečnou Hudginsovou. Přijel ho navštívit jeho syn, vydali se tedy spolu po dominantách New Yorku (třeba Sochy svobody a Empire State Building) a taky spolu šli do klubu u Elaine, kde se setkali s mnoho celebritami, třeba s Woodym Allenem, Brucem Willisem, Elizabeth Taylor, ale hlavně se Tomem Hanksem (představitel filmového Forresta Gumpa) se kterým Forrest prohodí pár slov.

Po jednom z večírků Forrest stráví noc se slečnou Hudginsovou a pak se mu „zjeví“ jeho mrtvá láska Jenny, která se opět stává jeho nejvíc nejlepší přítelkyní a Forrestovi mnohokrát dobře poradí, i když už žije jen ve Forrestově mysli. 

Bozosky i jeho kolega Mullingan byly nakonec skutečně předvoláni k soudu za machinace s akciemi, Forrest ale u soudu řekl pravdu, a tak Bozosky i Mullingan byli odsouzeni k odnětí svobody. Forrest se ale do vězení také vrátil, ale ne nadlouho, brzy byl poslán na meteorologickou stanici na Aljašce, kde se seznámil s kapitánem ropného tankeru McGivverrem. Forrest na tankeru pak sloužil, ale jeho počínání opět skončilo katastrofou, tentokrát ekologickou, Forrest totiž loď řídil a naboural s ní.

Forrest se tak opět ocitá za mřížemi, a to v Berlíně, ve vězení začal opět hrát fotbal a seznámil se s východní Němkou Gréčen. Jednou při fotbalové hře překopl míč přes Berlínskou zeď, až na stadion kde se hrálo mistrovství světa ve fotbale (Německo a Rusko), Forrest tedy neváhal, přelezl zeď, aby míč podal, čímž způsobil hotový poprask a musel se spasit útěkem. Když tedy přelezl zeď zpět na „svou“ stranu, tak rozvášněný dav s pronásledování nepřestal a začal zeď bourat, čímž tak nějak mimochodem způsobil pád berlínské zdi.

Gréčen se stala jeho novou láskou, kterou mu schválila i mrtvá Jenny a Forrest po svém průšvihu chvíli uklízel toalety, ale zanedlouho, po pádu komunismu, ho George H. W. Bush poslal do Iráku, aby spolu s dalšími vojáky svrhl Saddáma Husajna (Válka v Zálivu).

Forrest se tedy ocitl v Kuvajtu, kde se setkal i s Krantzem, Danem a opičákem Sue. Dan je sice invalida a služby není schopen, ale i tak se pořád potlouká v armádě a slouží vlasti.

Všichni čtyři v tanku vyjeli na Bagdád, ale obklíčila je Saddámova armáda, nešťastnou náhodou se jim však podařilo Saddáma zajmout a odvést ho do Kuvajtu, ale generál Scheisskopf ji nařídil, aby ho propustili, a to i přesto, že zajetí Saddáma byl oficiální důvod války. Což ke své velké nelibosti i udělali, ale americká armáda na ně poté zaútočila, aby Forrestovu partu umlčeli, zásah nepřežil Dan a Sue. Forrest opouští armádu, kvůli svému trestnímu rejstříku.

Forrest se tedy vrací domu do Mobile, Bubbův otec mu poradil, aby chytal ústřice, a tak s Forrest se svým synem založili firmu Gump a Co. A zaměstnali v ní většinu „starých známých“, včetně Bozkého a Mullingana, Slima (prodával s ním encyklopedie), Hada a Curtise (hrál s nimi fotbal), manželů Hopewellových. Wandu si vzaly ze Zoo domu a Forrest se svým synem se vydali cestovat po USA, na cestách zjistil, že podnik s krevetami vytuneloval pan Tribblie (v prvním díle s jeho pomocí hrál Forrest šachy) a za ukradené peníze koupil bezcenné pozemky. Román končí tím, že Forrest vypráví, že o jeho životě natočili film.